# Modest Reixach i Pla
Modest Reixach i Pla   (Vic, 14 de novembre de 1931 - Vic, 5 de desembre de 2011) fou un sociolingüista català i un pioner d'aquesta disciplina a Catalunya.

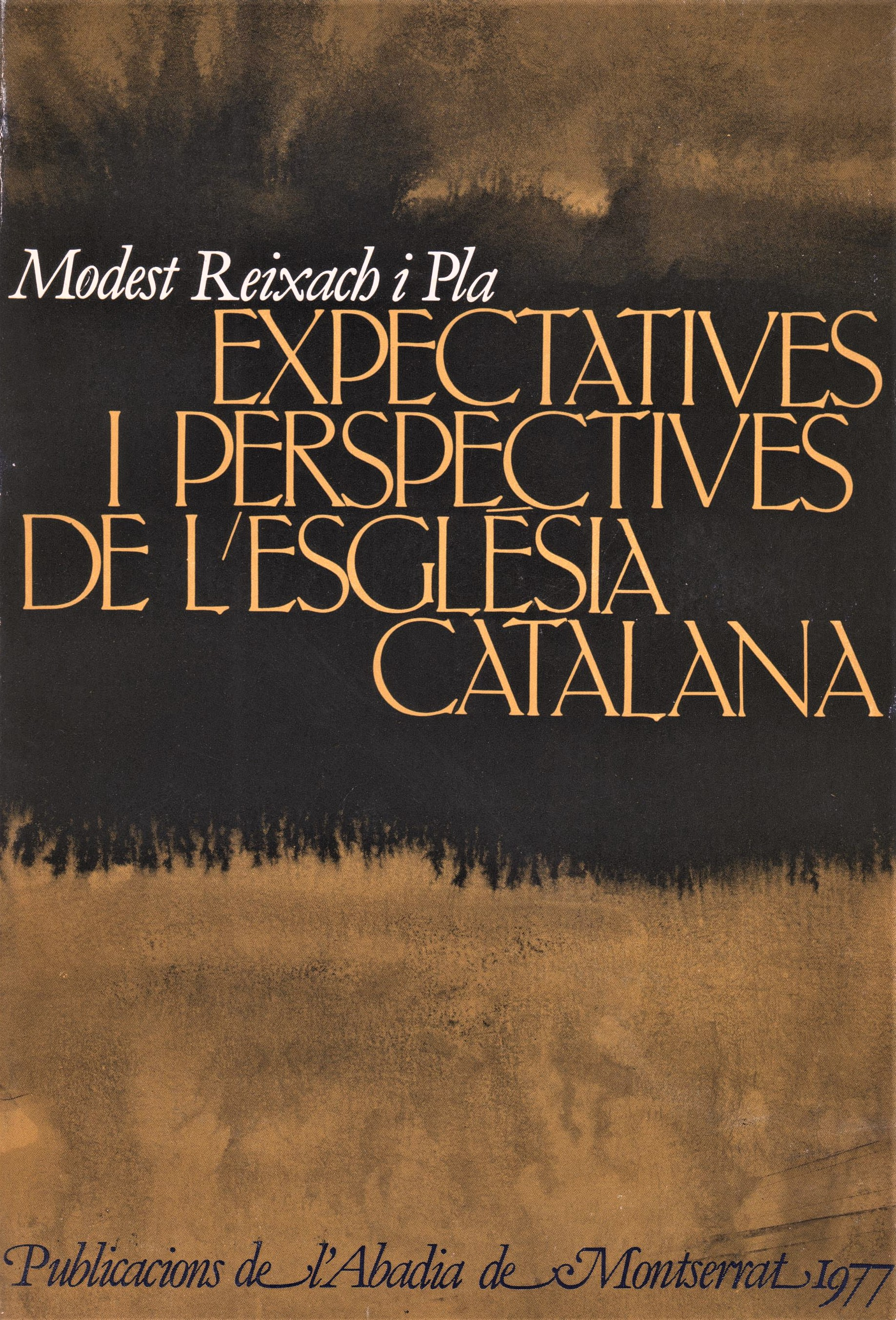
Expectatives i perspectives de l'Església catalana, 1977

Es formà al Seminari de Vic (1942-1951) i amplià els seus estudis a Roma i Lovaina. Es va llicenciar en teologia a la Pontifícia Universitat Gregoriana de Roma (1955). El grau de llicenciat en ciències polítiques i socials l'obtingué a la Universitat de Lovaina (1959). Va dirigir, entre d'altres, la revista Perspectiva Social (1971-1980), el Servei de Documentació de l'Església a Catalunya del Centre d'Estudis Pastorals de Barcelona, la Fundació Serveis de Cultura Popular (1979-1998) i la Fundació Jaume Bofill (1997-1998).
Els més de setanta títols que componen la seva obra es reparteixen en diferents blocs temàtics. La majoria dels seus estudis primerencs es concentren en diverses facetes d'Osona i la seva capital, Vic: el bisbat i el clergat, l'ensenyament, la sanitat, les entitats i la joventut. Posteriorment va anar eixamplant l'abast de la seva activitat investigadora: va dur a terme un estudi de les perspectives de l'Església catalana al final de la dècada dels 1970, es va encarregar de coordinar un recull de treballs sobre diversos aspectes de societat catalana, i va dirigir l'elaboració de dos calendaris detallats de les festes populars que se celebren a diferents territoris de cultura catalana.

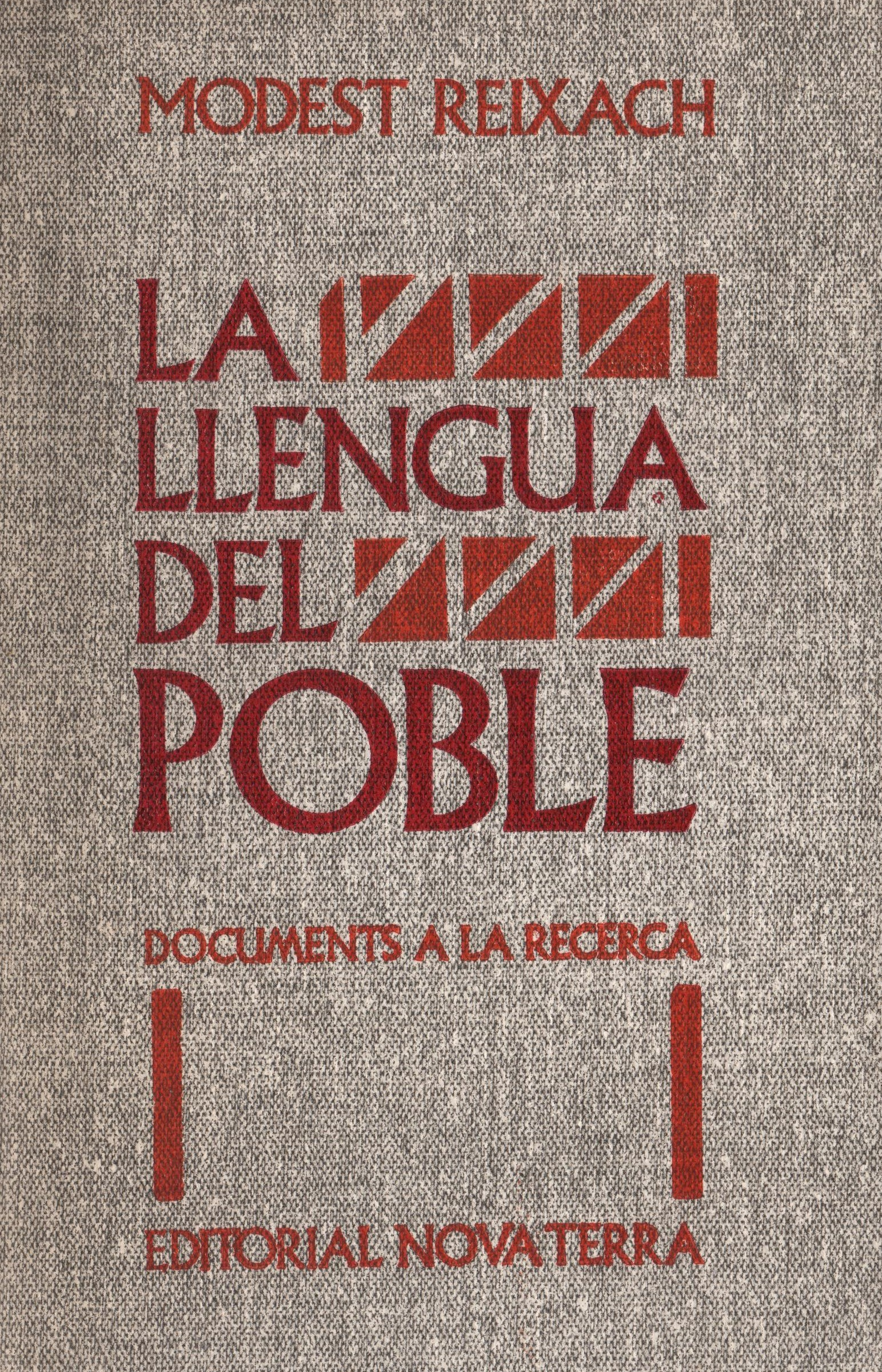
La llengua del poble, 1975

Tanmateix, l'apartat més rellevant de la seva producció està dedicat a la llengua catalana. En La llengua del poble es proposà de mesurar la vitalitat del català després de quaranta anys de repressió franquista mitjançant una enquesta d'abast restringit, però metodològicament molt avançada, tenint en compte que en aquella època la recerca social empírica era poc desenvolupada a la península Ibèrica. Aquest estudi pioner fou seguit per una anàlisi conjunta de la producció editorial en català. Més endavant contribuí a la difusió internacional de la situació lingüística de Catalunya redactant l'entrada dedicada a Catalunya a una enciclopèdia internacional de la sociolingüística.

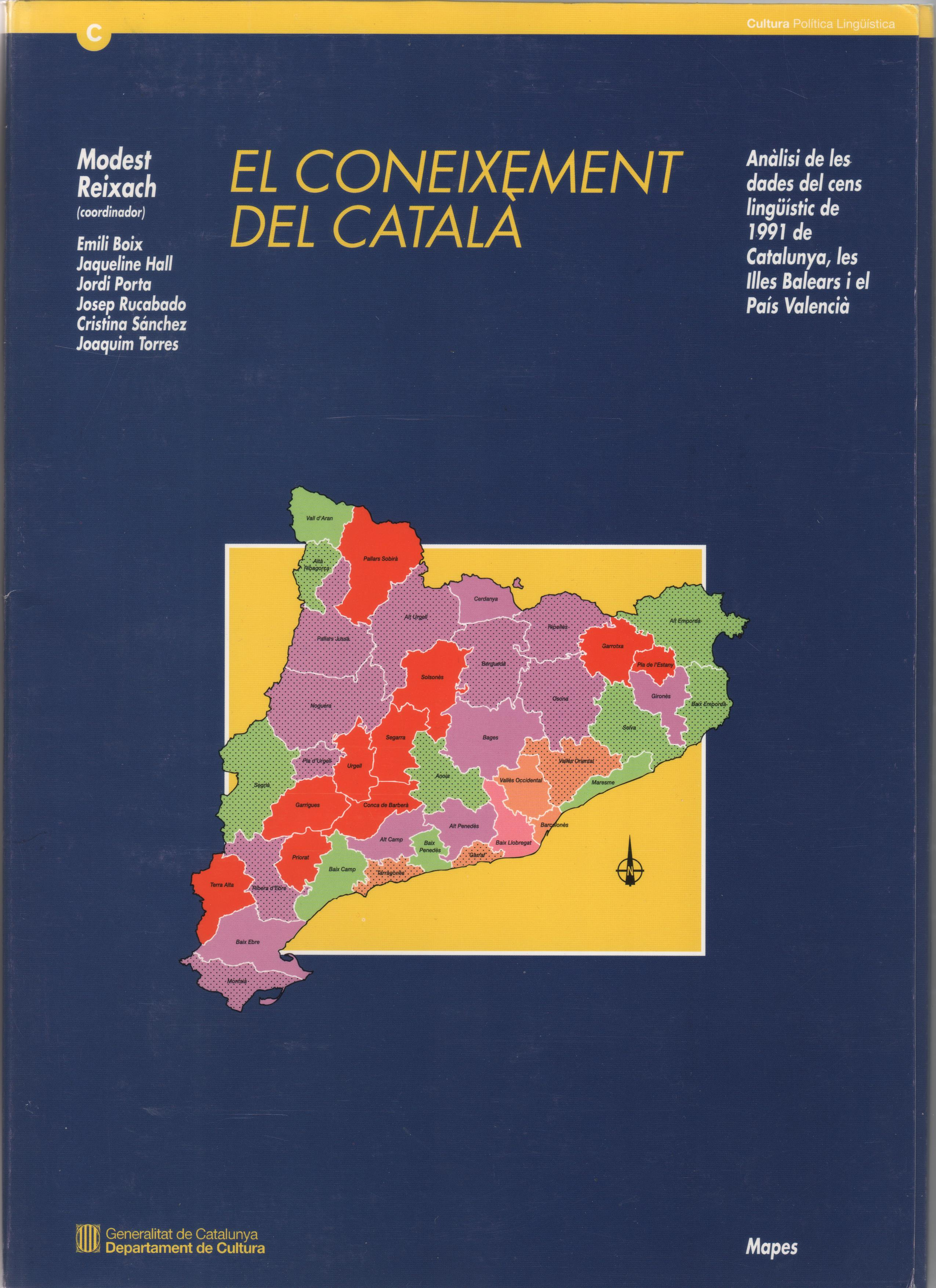
L'últim dels tres estudis sociolingüístics basats sobre les dades censals (1996).

Modest Reixach és conegut sobretot per ser el pare de l'anàlisi sociolingüística de les dades censals a la zona lingüística catalana. Especialment significatius van ser els tres informes sobre el coneixement i l'ús de la llengua catalana entre 1975 i 1991 dels quals va ser el principal autor i coordinador.
Al llarg de la seva vida, Modest Reixach combinà la recerca amb la docència de la sociologia. Fou professor del Seminari de Vic (1965-1968), de l'Escola de Magisteri Jaume Balmes de Vic, de les Escoles d'Assistents Socials Torras i Bages de Manresa i Vic (1960-1967), del Centre d'Estudis Pastorals de Barcelona, de l'Institut Catòlic d'Estudis Socials de Barcelona (1974-1982) i de la Facultat d'Educació de la Universitat de Vic.
Fou cofundador del Grup de Sociolingüística Catalana i de l'Associació Catalana de Sociologia, coordinador de la secció de sociologia de la llengua del II Congrés Internacional de la Llengua Catalana (1986) i membre del Consell Assessor de Cultura Popular de la Conselleria de Cultura de la Generalitat de Catalunya. Des del 2012, la Societat Catalana de Sociolingüística atorga el Premi Modest Reixach al millor llibre de sociolingüística de l'any.
El 2006 Modest Reixach va ser elegit president del Patronat d'Estudis Osonencs, càrrec que va mantenir fins a 2010. Durant la seva presidència el Patronat va rebre el Premi Nacional de Cultura.
La bibliofília va ser una de les principals aficions de Modest Reixach. Cal assenyalar entre els fruits de la seva dedicació a aquest tema una exposició sobre llibres i estudis superiors a Vic (1999) i un inventari de més de 6.500 llibres i opuscles impresos a Osona, consultable en línia a través del web del Patronat d'Estudis Osonencs i publicat en forma de llibre l'any 2019.

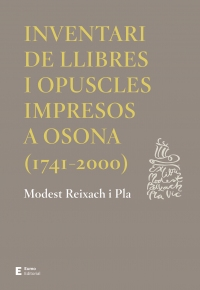
Inventari de llibres i opuscles impresos a Osona (1741-2000), 2019